# República Soviètica d'Alsàcia

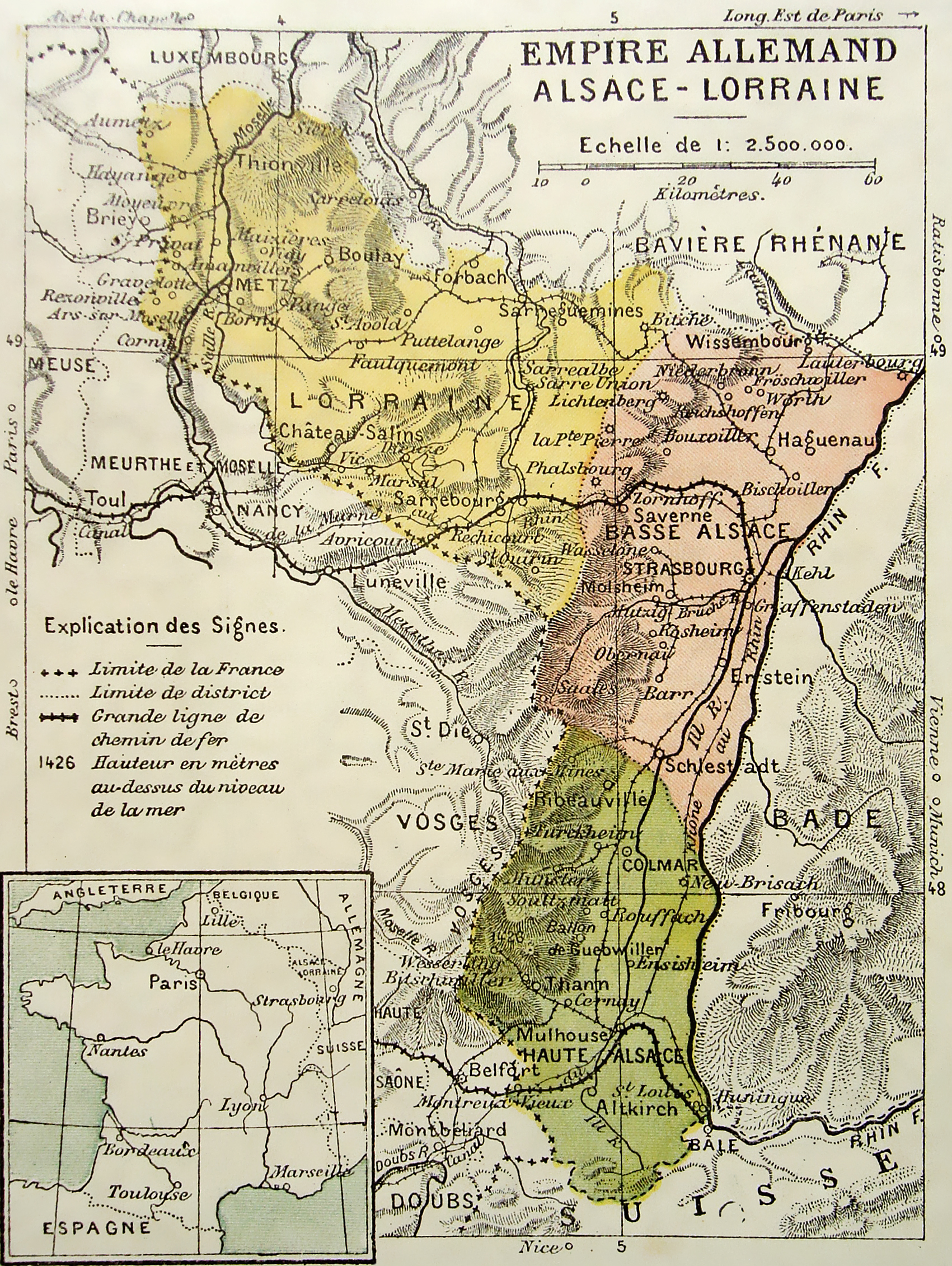
Província Imperial d'Elsaß-Lothringen

La República Soviètica d'Alsàcia fou un estat comunista que va existir entre el 9/10 i el 22 de novembre de 1918 a parts d'Alsàcia (aleshores legalment alemanya). Es va proclamar a Estrasburg i fou aniquilada pel general francès Henri Gouraud.
El 8 de novembre es va saber a Estrasburg que s'havia proclamat la república Soviètica de Baviera i l'endemà milers de manifestants van sortir al carrer, a la plaça Kléber, per aclamar als primers destacaments de mariners arribats del nord d'Alemanya que havien participat en el motí que va portar a l'establiment del soviet de Kiel part dels quals pretenia establir un soviet a la seva província d'origen. Un tren amb revolucionaris fou detingut al pont de Kehl i un comandant lleial va fer obrir foc matant al soldat Fir; els seus companys es van revoltar i van agafar el control de la vila d'Estrasburg a l'altre costat del Rin travessant després el riu. La burgesia de la ciutat va cridar a les tropes franceses per fer front a la revolta, sota el lema: "abans francesos que rojos".
El primer soviet es va establir a Haguenau el 9 de novembre; aquella mateixa vesprada va seguir Mulhouse. A Saverne els soldats es van amotinar com a Sélestat. A Colmar es va establir un soviet que es va instal·lar a l'alcaldia i al qual es va queixar el futur mariscal Rommel per les vexacions de les que eren víctimes els seus oficials. En tots els Vosges els soldats van confraternitzar i es van manifestar sota banderes roges. A Lorena els nombrosos immigrants italians es van unir al moviment. A Metz, el soviet va tenir seu a l'alcaldia sobre a la qual es va penjar una bandera turca on es va intentar eliminar el creixent i l'estrella. Diversos soviets van prendre el control de les fabriques i les mines com a Knutange; en altres van esclatar vagues com a Algrange, Hagondange, Rombas. A Thionville l'actor Seelow va dirigir el consell; un capella militar dirigia el soviet a Sarrebourg, un pastor protestant a Neuf-Brisach, etc.
Els mariners i soldats revolucionaris alsacians van formar el soviet de soldats a Estraburg i van exigir al governador Von Rohden l'alliberament dels detinguts, llibertat de premsa i expressió, aixecament de la censura sobre el correu i dret de manifestació. Les presons van obrir les portes i els soviets es van fer càrrec dels edificis públics i les marques d'autoritat; els graus (rangs) van ser suprimits i la vila es va omplir de banderes vermelles fins i tot una a la catedral. Totes les forces socials van integrar llavors el consell dels obrers i soldats presidit pel secretari del sindicar d'obrers de la cervesa, Rebholz, que va anunciar l'abdicació de Guillem I a Berlín i va proclamar l'establiment d'un poder popular. Les pancartes i cartells deien: "Nosaltres no tenim res a veure amb els estats capitalistes, el nostre lema és: ni alemanys ni franceses ni neutres; la bandera roja ha triomfat". Es van crear una trentena de comissions que van organitzar la vida diària: transports, finances, re-avituallament, desmobilització, justicia... Vagues radicals van esclatar com la dels ferroviaris. El dirigent social-demòcrata estrasburguès Jacques Peirotes va cridar al Gran Quarter General francès demanant que entressin a Estrasburg ja que la dominació dels rojos amenaçava de portar a un final tràgic. Els francesos preveien entrar a Estrasburg el 25 de novembre però es va accelerar i van entrar el 22 de novembre.
El consell d'obrers i soldats va decidir no lluitar i va entregar el poder als militars francesos manats pel general Henri Gouraud que va anul·lar totes les mesures que el soviet havia pres. Les forces franceses van ocupar el palau de Justícia on tenia seu el soviet, seguint després les fabriques; els decrets socials foren anul·lats, els salaris retornats al seu nivell de setembre de 1918 i els "agitadors" expulsats. Un subprefecte fou designat de entre els militars francesos i una comissió de control es va posar en funcionament presidida per un oficial del 2n Bureau.